# ペーテル・フェラネツ
ペーテル・フェラネツ（Peter Feranec、1964年 ブラチスラヴァ - ）はスロバキアの指揮者。

## 概要
ブラチスラヴァ音楽院に学ぶ。1986年、音楽院卒業後、奨学金を得てレニングラード音楽院（現サンクトペテルブルク音楽院）に留学し、マリス・ヤンソンスに指揮法を学び、更にウィーンで研鑽を積んだ後、1991年、スロバキア国立歌劇場の指揮者陣に迎えられる。1993年からはウィーン室内オペラの指揮者としても活躍した。
1995年、ボリショイ劇場内の政争により、アレクサンドル・ラザレフが音楽監督・首席指揮者の座を追われると、ウラジーミル・ワシーリエフ芸術総監督のもと、同劇場初めての外国人音楽監督・首席指揮者として就任し、1998年まで務める。1997年から2000年にかけてはサンクトペテルブルク・フィルハーモニー交響楽団の首席客演指揮者として活躍し、その後、故郷のスロバキアにてスロヴァキア・フィルハーモニー管弦楽団の首席指揮者を2007年から2009年まで務めた。
2009年6月、アンドレイ・アニハーノフの後任として、サンクトペテルブルクのミハイロフスキー劇場（旧レニングラード・マールイ劇場）の音楽監督・首席指揮者に就任、2011年まで務め、その後、ブルノ・ヤナーチェク歌劇場へと転出した。
2015年から活動拠点を再びロシアに移し、翌2016年までサンクトペテルブルク国立アカデミー交響楽団の音楽監督・首席指揮者を務め、2018年にミハイロフスキー劇場の首席客演指揮者に就任した。

## 録音
- メロディアからモスクワ建都850年を記念して発売された「ボリショイ・ガラ・コンサート」（1997年録音）のCDが出ていた。